# جيك ميلر
جيك ميلر (بالإنجليزية: Jake Miller)‏ هو رابر أمريكي، ولد في 28 نوفمبر 1992 في وستون في الولايات المتحدة.

## وصلات خارجية
- الموقع الرسمي
- جيك ميلر على موقع ميوزك برينز (الإنجليزية)
- جيك ميلر على موقع أول ميوزيك (الإنجليزية)